# Les Baigneuses à la tortue
Les Baigneuses à la tortue est un tableau peint par Henri Matisse en 1907-1908. Cette huile sur toile représente trois femmes nues s'intéressant à une petite tortue rouge à leurs pieds. Elle est conservée au musée d'Art de Saint-Louis, à Saint-Louis, aux États-Unis.